# Sitagliptina
La Sitagliptina es un medicamento hipoglucemiante oral, que pertenece a la clase de fármacos conocidos como inhibidores de la dipeptidil peptidasa-4 (DPP-4). Está indicado en el tratamiento de diabetes tipo 2, con el objetivo de disminuir la insulinorresistencia. Actúa al aumentar la liberación de insulina después de comer y reducir las concentraciones de glucosa en sangre.

## Historia
La sitagliptina fue aprobada por primera vez por la Administración de Alimentos y Medicamentos (FDA), en el año 2006 con el nombre comercial de Januvia®. La amplia experiencia clínica ha establecido firmemente la eficacia glucémica de la sitagliptina oral.
Desde entonces, ha habido varios estudios clínicos sobre su uso en el tratamiento de la diabetes tipo 2. Algunos de estos estudios han comparado los efectos de la sitagliptina con otros medicamentos para la diabetes tipo 2, como la metformina y la glimepirida.

## Descripción
La Sitagliptina se puede sintetizar de varias maneras diferentes. Una de ellas es a partir de ciclopropilo glucopirano, que se somete a una condensación con un ácido difusible como el ácido fórmico o el ácido clorhídrico, en presencia de una base organometálica como el sodio metilato. Otra forma implica la síntesis a partir de anhídrido glutárico, a través de la adición de una amina primaria como nucleófilo, lo que resulta en la Sitagliptina dimetil glutarato. Este compuesto se puede convertir en Sitagliptina a través de una reacción de alquilación con un alquilhaluro seleccionado. Una tercera opción es la síntesis a partir de una amina primaria, añadiendo una base de Grignard a la amina primaria. El producto resultante es la Sitagliptina metilamina, que también se puede transformar en Sitagliptina mediante alquilación. La sitagliptina posee alta capacidad hidrosoluble y es fácilmente absorbida por el cuerpo, por lo que es muy efectiva cuando se toma como una solución oral.

## Farmacocinética
Ver farmacocinética.

#### Vías de administración
La Sitagliptina se administra por vía oral en forma de comprimidos. La dosis recomendada de Sitagliptina puede variar según la condición del paciente. Es importante que se siga la prescripción médica y se respeten estrictamente las instrucciones de dosificación.Tiene una biodisponibilidad relativamente alta del 87% después de la ingestión oral y el 38% circula unida a proteínas. Su vida media es de 12,4 h, lo que permite una  dosificación diaria.

#### Absorción
La absorción de la Sitagliptina es rápida después de la administración oral, alcanzando su concentración plasmática máxima en 1-4 horas.  Su farmacocinética no se ve afectada por la alimentación, la edad, el sexo o la obesidad. Es poco probable que interactúe con otros medicamentos que incluyan vías como la CYP3A4, 2C8, 2C9.

#### Distribución
El volumen de distribución de la Sitagliptina después de su administración oral es de aproximadamente 198 litros en adultos sanos. La Sitagliptina se une en un 38% a las proteínas plasmáticas humanas, por medio de las cuales se distribuye por todo el cuerpo a través del torrente sanguíneo para llegar a los tejidos periféricos y ejercer su función como inhibidor de la DPP-4 en el tratamiento de la diabetes tipo 2. Es importante tener en cuenta que la distribución de la Sitagliptina puede variar según la condición del paciente, la dosis administrada y otros factores.

#### Metabolismo y metabolitos
Después de una dosis oral de Sitagliptina 12, el fármaco se elimina principalmente sin cambios en la orina, y se han identificado varios metabolitos inactivos en la orina y las heces. Sin embargo, la actividad farmacológica de estos metabolitos no ha sido bien caracterizada. Se ha demostrado que la glucuronidación es un importante paso en el metabolismo de la Sitagliptina y que la enzima UDP-glucuronosiltransferasa (UGT) es responsable de este proceso. También se ha demostrado que el citocromo P450 CYP3A4 juega un papel mínimo en el metabolismo de la Sitagliptina.

#### Excreción
La excreción de la sitagliptina ocurre principalmente a través de los riñones, y aproximadamente el 79% de la dosis administrada se excreta sin cambios en la orina. Además, se han identificado varios metabolitos inactivos en la orina y las heces, aunque su actividad farmacológica no ha sido bien caracterizada.
En cuanto a su liberación farmacológica, la sitagliptina se va eliminando principalmente por vía renal a través de la orina y su semivida de eliminación es de aproximadamente 12.4 horas en sujetos sanos.
En general, la sitagliptina es bien tolerada y su eliminación no se ve afectada por la edad, el género y la presencia de ciertas enfermedades. Como siempre, es importante seguir las indicaciones de su médico o farmacéutico para la administración de la sitagliptina.
El aclaramiento renal de la sitagliptina es de aproximadamente el 14% de la dosis administrada y el aclaramiento hepático es de aproximadamente el 86%.

## Farmacodinámica
Ver farmacodinámica.

#### Mecanismo de Acción

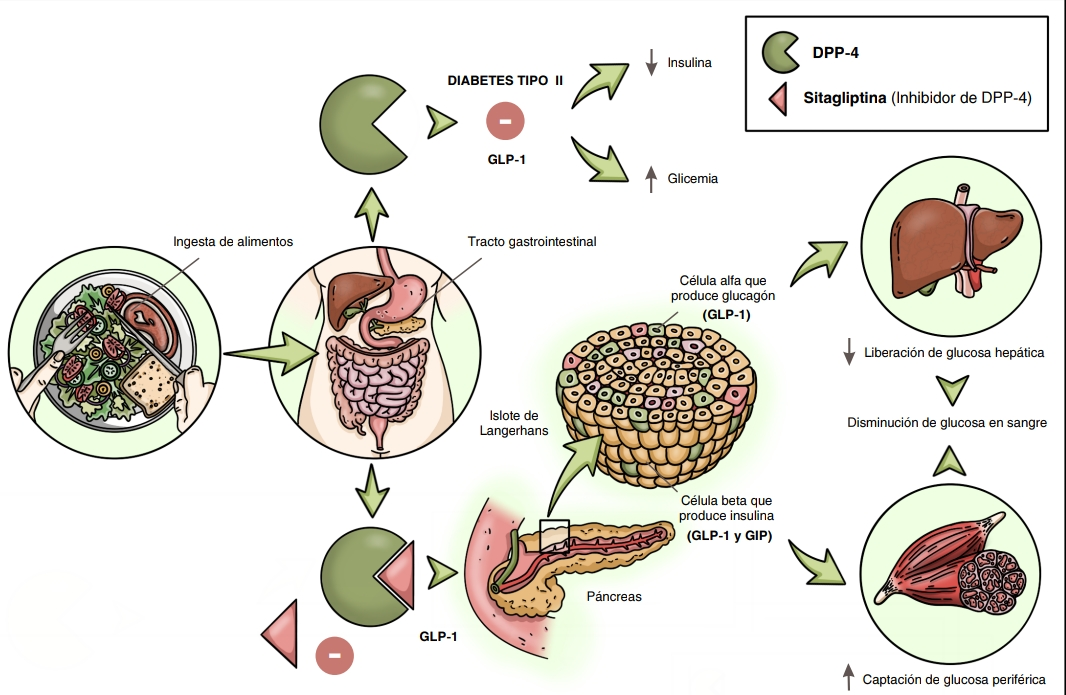
Mecanismo de acción de la Sitagliptina.

El mecanismo de acción de la sitagliptina consiste la inhibición reversible de la enzima DPP-4 (dipeptidil peptidasa-4), lo que aumenta la cantidad de GLP-1 (péptido similar al glucagón tipo 1) activo disponible en el cuerpo. La activación de la vía del receptor del GLP-1 resultante mejora la secreción de insulina y disminuye la producción de glucagón, lo que reduce la concentración de glucosa en la sangre.

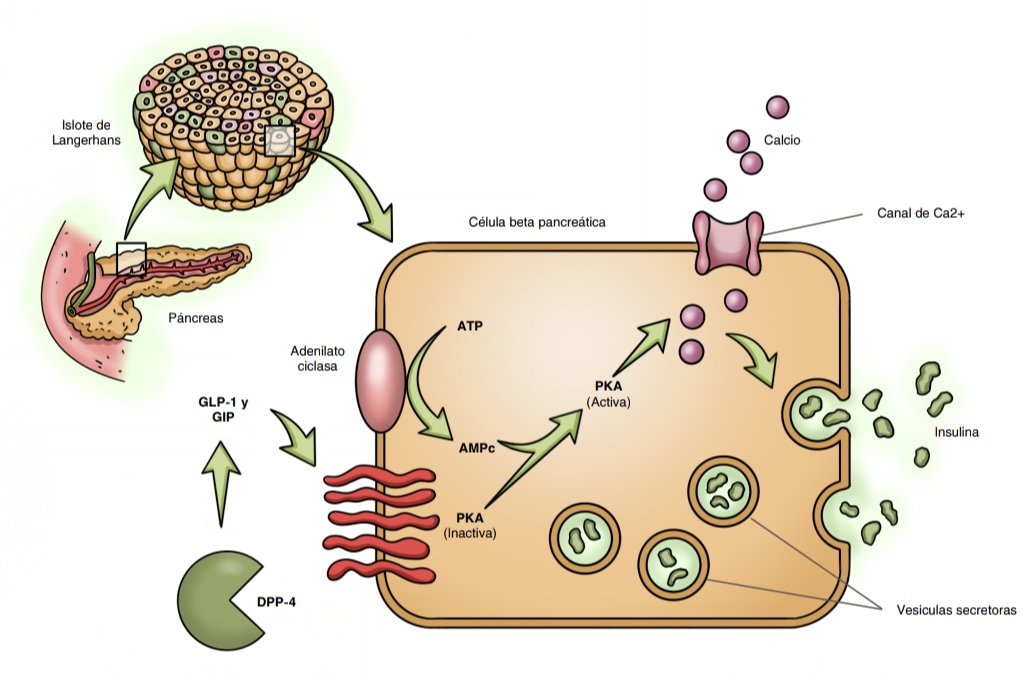
Mecanismo de acción de la Sitagliptina en célula beta pancreática.

El aumento de GLP-1 y GIP endógeno, secretados por las células L del intestino delgado, estimula la secreción de insulina dependiente de glucosa desde las células beta del páncreas, produciendo aumento en sus niveles y por lo tanto aumento de captación de glucosa en los tejidos periféricos.
Adicionalmente, en las células alfa, gracias a GLP - 1 se disminuye la liberación del glucagón, obteniendo una disminución de liberación de glucosa hepática. Ambos procesos proporcionan una disminución de la glucemia.

### Efectos farmacológicos
Los efectos farmacológicos de la Sitagliptina son:
- Aumento de los niveles de incretina en el cuerpo, estimulación de producción de insulina, reducción de glucosa en la sangre: los efectos farmacológicos de la sitagliptina incluye principalmente la inhibición selectiva de la enzima dipeptidil peptidasa-4 (DPP-4), lo que resulta en un aumento de los niveles de incretina en el cuerpo, estimulando la producción de insulina de las células beta del páncreas, disminuyendo la producción de glucagón, lo que conduce a una reducción en los niveles de glucosa en la sangre.
- Con este efecto fisiológico, se tiende a la mejoría de los signos clínicos de diabetes tipo 2, como polidipsia, poliuria, polifagia.[16]Acción farmacológica de la Sitagliptina.

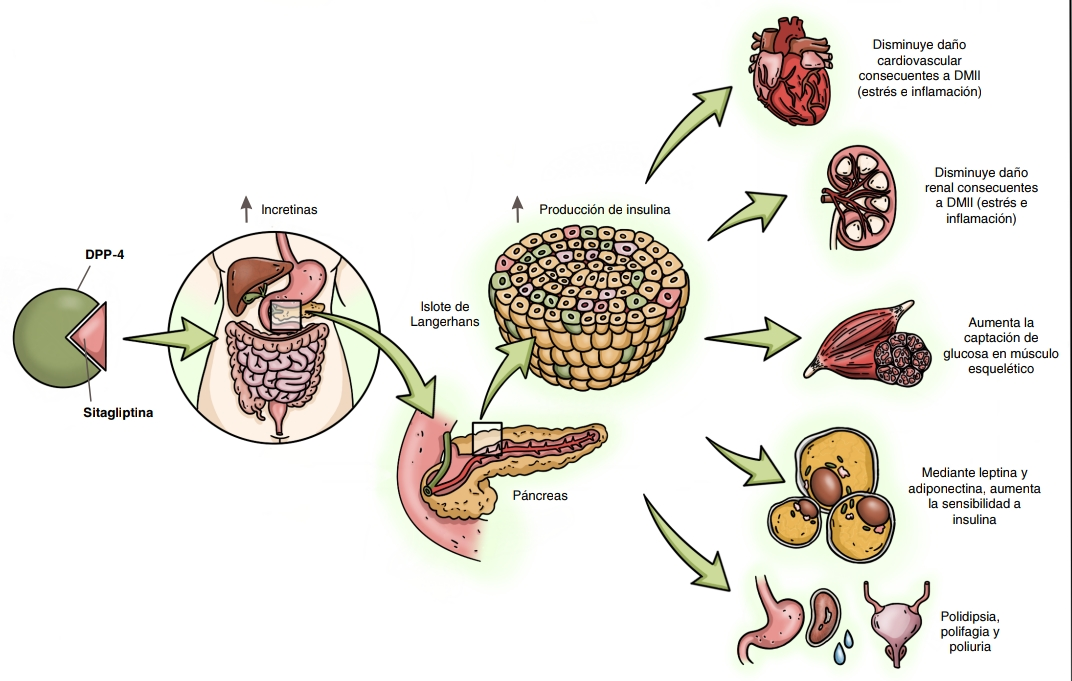
Acción farmacológica de la Sitagliptina.

- No hay efecto cardiovascular: en pacientes con diabetes mellitus tipo 2 con compromiso cardiovascular no se ha encontrado alteración alguna de riesgo o beneficio.[17][18] La respuesta individual a la sitagliptina puede variar según la condición del paciente y otros factores.

- No hay aumento de peso corporal[18]:Se tiene en cuenta el efecto de la insulina en los adipocitos del tejido adiposo aumentando la sensibilidad a la insulina mediante las hormonas adiponectina y leptina[19] en la contribución del peso corporal, pero no se hallan cambios relevantes en el peso corporal.
- Efecto sobre la lipemia postprandial: en interacción sitagliptina/metformina, lo cual es importante para mejorar el riesgo cardiometabólico de los pacientes con diabetes tipo 2.[18][20]

- Aumenta sensibilidad de glucosa en el músculo: captación de glucosa en músculo por efecto en la elevación de insulina.

### Interacciones[21][22][23]
| Fármaco | Resultados de la interacción |
| --- | --- |
| Familia inhibidores de la DPP-4, Saxagliptina, Linagliptina                                                | Farmacodinamia: riesgo de generar hipoglucemia. Al elevarse los niveles de insulina, disminuyen los niveles de glucosa en sangre. |
| Sulfonilurea, Agonista PPARγ, Metformina                                                                   | Farmacocinética: no alteran significativamente la farmacocinética de sitagliptina en pacientes con diabetes tipo 2. |
| Digoxina                                                                                                   | Farmacocinética: la Sitagliptina tiene un efecto mínimo potenciador sobre las concentraciones plasmáticas de digoxina, aumentando el área bajo la curva y la concentración máxima.                                                       |
| Ciclosporina                                                                                               | Farmacocinética: la coadministración de Sitagliptina y ciclosporina aumenta los valores de AUC y concentración máxima de Sitagliptina. Estos cambios en la farmacocinética de Sitagliptina no se consideran clínicamente significativos. |
| Gatifloxacina                                                                                              | Farmacodinamia: afecta los niveles de glucosa en sangre, se contraindica en pacientes con diabetes. La interacción provoca hipoglucemia grave que puede resultar en coma diabético.                                                      |
| Dulaglutida                                                                                                | Farmacocinética: aumento en plasma concentraciones de dulaglutida. No se considera clínicamente relevante. |
| Corticosteroides, Furosemida, Diuréticos de Asa, tiazídicos, Somatropina, Homólogo de hormona luteinizante | Farmacocinética: interfieren con el control de la glucosa en sangre y reduce la eficacia de la Sitagliptina y otros medicamentos para la diabetes. Se requiere ajuste de dosis de la Sitagliptina.                                       |

## Uso Clínico

### Indicaciones
Monoterapia en diabetes tipo 2: sirve para mejorar el control glucémico en pacientes con diabetes tipo 2 que no están controlados adecuadamente, en combinación con ejercicios y un régimen alimenticio, o en caso de sufrir efectos adversos por uso de otro mimético de incretinas.
Coadyuvantes de otros antidiabéticos orales en diabetes tipo 2: como metformina, fármacos del grupo sulfonilureas y del grupo tiazolidinedionas para mejorar la actividad insulínica
Combinación de liberación prolongada: la combinación de Sitagliptina y metformina de liberación prolongada en el tratamiento de pacientes con diabetes tipo 2 y la eficacia y tolerabilidad de esta combinación es segura y efectiva en la reducción de los niveles de glucosa en sangre. La formulación de liberación prolongada ayuda a mejorar la adherencia al tratamiento, es bien tolerada por los pacientes. Y puede ser una buena opción terapéutica para pacientes con diabetes tipo 2.

### Efectos Adversos[27][28]
Los efectos adversos de la Sitagliptina más frecuentes se muestran en la figura:
| Sistema afectado             | Grupo CIOSM     | Tipo de reacción (RAM)                                                       |
| ---------------------------- | --------------- | ---------------------------------------------------------------------------- |
| Nivel de glicemia            | Frecuente       | - Hipoglicemia                                                               |

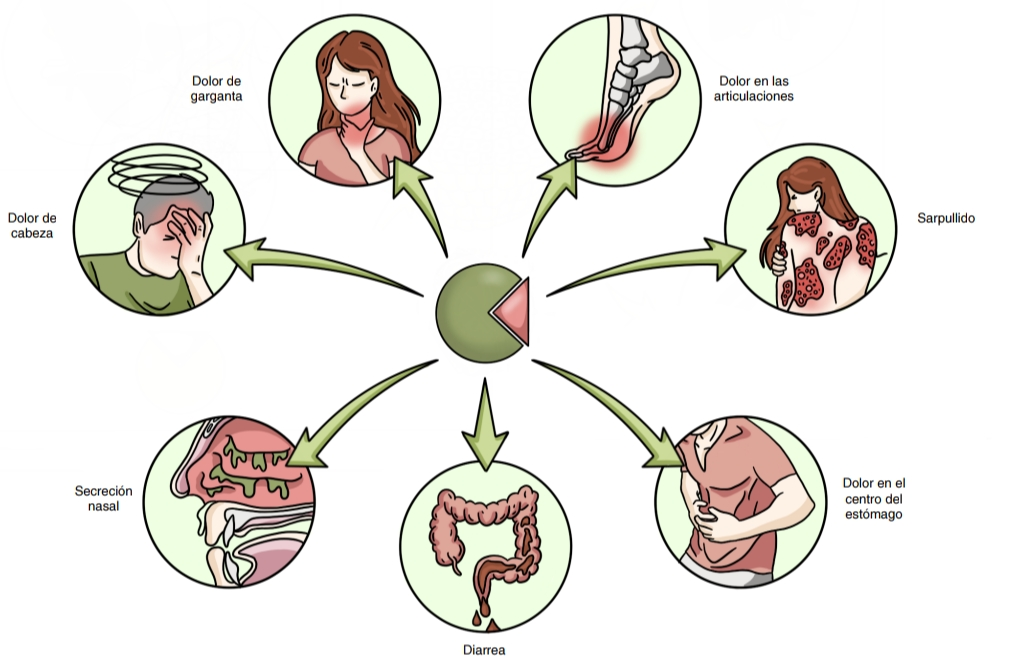
Efectos adversos de la Sitagliptina.

| Tracto ventilatorio superior | Frecuentes      | - Nasofaringitis - Congestión - Infecciones del tracto ventilatorio superior |
| Tracto ventilatorio superior | Poco frecuentes | - Tos                                                                        |
| Tracto ventilatorio superior | Raros           | - Disnea                                                                     |
| Tracto ventilatorio superior | Muy raros       | - Edema pulmonar                                                             |
| Vascular                     | Raros           | - Trombocitopenia                                                            |
| Gastrointestinal             | Frecuentes      | - Náuseas - Diarrea - Vómito - Dispepsia                                     |
| Gastrointestinal             | Raros           | - Pancreatitis - Desarrollo de células precancerosas                         |
| Gastrointestinal             | Muy raros       | - Obstrucción intestinal                                                     |
| Hipersensibilidad            | Poco frecuentes | - Angioedema - Condición cutánea exfoliativa - Anafilaxis                    |
| Hepatobiliar                 | Muy frecuentes  | - Aumento actividad enzimática                                               |
| Musculoesquelético           | Frecuentes      | - Dolor articular - Dolor muscular                                           |

### Contraindicaciones
Está contraindicada en pacientes con hipersensibilidad a la Sitagliptina o a cualquier componente de la formulación. No se recomienda su uso en pacientes con diabetes tipo 1 o en pacientes con cetoacidosis diabética o acidosis metabólica, al tenerse en cuenta la producción de cuerpos cetónicos en la enfermedad, También puede haber precaución al administrar Sitagliptina a pacientes con insuficiencia renal con altos niveles séricos de creatinina, incluyendo aquellos con depuración de creatinina anormal, que puede ser consecuencia de condiciones como colapso cardiovascular, infarto agudo de miocardio y septicemiano se recomienda a pacientes con insuficiencia hepática, ya que puede afectar la eliminación del medicamento. Además, se debe tener precaución al administrar Sitagliptina en combinación con ciertos tipos de medicamentos, como las sulfonilureas, ya que pueden aumentar el riesgo de hipoglucemia. Por tanto, es importante que los pacientes informen a su médico sobre todos los medicamentos que estén tomando antes de comenzar a tomar Sitagliptina.

#### Embarazo, lactancia y fertilidad
Se clasifica en categoría C en el embarazo, debido a que no se ha mostrado teratogénesis, pero falta información durante la gestación en humanos. Los Agentes de Farmacovigilancia. contraindican la Sitagliptina durante el embarazo. La Sitagliptina no se recomienda durante la lactancia, se evidencia en estudios la excreción en leche materna de animales, sin embargo, aún se desconoce su excreción en leche materna humana
La Sitagliptina no sugiere un efecto sobre la fertilidad masculina y femenina.

#### Sobredosis
La sobredosis de Sitagliptina eleva levemente el segmento QT en dosis de 800mg diarios. No hay riesgo o efecto hipoglucemiantes en dosis administradas por encima de la dosis regular de Sitagliptina.

## Otros usos

### Controversias
La pancreatitis y el desarrollo de células precancerosas debido al consumo de Sitagliptina y otros miméticos de incretinas ha sido foco de debate en cuanto a su clasificación CIOSM. La FDA advierte sobre el aumento en el riesgo de dichos efectos adversos en consecuencia a la medicación. Aún siendo materia de investigación, se ha estimado la incidencia de pancreatitis en un 0,3%.  

## Pancreatitis y cáncer
El informe publicado en la página web de la revista Gastroenterology muestra que la tasa notificada de pancreatitis fue aproximadamente 11 veces superior con exenatida (intervalo de confianza del 95% [IC 95%]: 7,8 a 15,1) y 7 veces mayor con sitagliptina (IC 95%: 4,6 a 10,0); ambas diferencias son estadísticamente significativas. La tasa notificada de cáncer de páncreas fue tres veces superior con ambos fármacos. La tasa notificada de cáncer de tiroides fue aproximadamente cinco veces superior con exenatida, pero con sitagliptina este incremento no fue significativo. Este análisis se basó en 971 casos de pancreatitis relacionados con exenatida y 131 casos vinculados con sitagliptina, así como 81 y 16 casos, respectivamente, de cáncer de páncreas. Los autores no compararon las tasas asociadas con insulina. Estos datos preocupantes respaldan otras evidencias, especialmente las que se basan en estudios en animales.
El informe en cuestión se retiró posteriormente de la página web de la revista Gastroenterology, tras fuertes presiones por parte de las compañías farmacéuticas que comercializan estos fármacos, según informa The British Medical Journal. Un nuevo informe se publicará en la edición impresa de Gastroenterology en julio de 2011.
Dada la falta de ensayos previos a la comercialización que comparen estos fármacos novedosos con metformina, estos datos son difíciles de interpretar.

## Presentaciones
Frascos con tabletas recubiertas de 100 mg, 50 mg, 25 mg de liberación retardada. Uso enteral (oral).  